# S/S Flandria av Göteborg
Ångfartyget Flandria av Göteborg var ett svenskt handelsfartyg som minsprängdes den 18 januari 1940 i Nordsjön

## Historik
Flandria byggdes 1898 av A/S Helsingørs Jernskibs og Maskinbyggeri i Helsingør för rederiet Förnyade Ångfartygs AB Götha i Göteborg.
Flandria var det första fartyg som rederiet förlorade under andra världskriget och var då dess äldsta fartyg ännu i drift. I 42 år gick fartyget på bolagets linje på Frankrike och Holland utan några större haverier. Hon klarade hela första världskriget utan annat missöde än en kollision med en engelsk patrullbåt vid visitering.
Påskdagen 1924 strandade Flandria på Jyllandskusten. Besättningen och de åtta passagerarna räddades och några dagar senare flottogs Flandria.

## Minsprängningen
Torsdagen den 18 januari 1940 var en svart dag för den svenska handelsflottan. Tre fartyg förliste denna dag; M/S Pajala, S/S Foxen och S/S Flandria och med dem omkom 34 personer.
Flandria var på resa från svensk hamn till Amsterdam med last av papper och sten. På natten den 18 januari, då Flandria befann sig på ett avstånd av 95 sjömil utanför Ĳmuiden inträffade en våldsam explosion, varvid bryggan, däckshuset midskepps och skorstenen smulades sönder och försvann. Även livbåtarna pulveriserades. Några sekunder senare följde en ytterligare explosion som troligen var ångpannan. De saknade hade förmodligen dödats omedelbart vid de våldsamma explosionerna. Det tog inte mer än 25 sekunder från detonationerna tills Flandria gick till botten. Timmermannen S.O. Bengtsson, som befann sig på bryggan för att överta rodret då den första explosionen inträffade, kastades ut i vattnet, där han lyckades ta sig upp på den ena av de två flottar som slungats i sjön akter om fartyget. Efter hand lyckades också lättmatrosen B. Wallman, jungmannen W. Johansson och eldaren Waslow, en statslös ryss, komma upp på samma flotte. Matros Malm, en 65-årig man, försökte också ta sig upp i det ögonblick som Flandria gick under, men sögs ned av virvlarna. Flera nödrop hördes från de nödställda men i det rådande mörkret kunde man från flotten ej komma dem till hjälp.
De fyra männen tillbringade två dygn på flotten i snöstorm och kyla utan mat. Ficklamporna kom att bli deras räddning då deras signaler 48 timmar efter minsprängningen observerades av ångaren Balzac av Oslo som införde de fyra överlevande till Amsterdam. Några timmar efter Flandrias krigsförlisning minsprängdes också S/S Patria den 19 januari i samma farvatten där 19 personer omkom. Balsac, som kort före räddningen av Flandrias överlevande, frigivits av tyskarna, minsprängdes 1941 där åtta man av besättningen omkom.